# Desperation (film)
Desperation o più correttamente Stephen King's Desperation è un film per la televisione del 2006 diretto da Mick Garris, che ha adattato l'omonimo romanzo del 1996 di Stephen King (che ha scritto la sceneggiatura della pellicola).
Garris è alla quinta collaborazione con King, iniziata nel 1992 con il film I sonnambuli: girato nel 2004, è stato trasmesso in USA due anni dopo.

## Trama
A Desperation, piccola comunità mineraria, l'unica autorità d'ordine è lo sceriffo Collie Entragian. La storia inizia col viaggio di Peter e Mary Jackson, giovane coppia in viaggio per New York City. Durante il passaggio nella deserta statale i ragazzi vengono fermati da Entragian, il quale dopo una breve perquisizione e visto dei documenti, trova un sacco di marijuana nel vano posteriore della loro auto. Inizialmente calmo, lo sceriffo si innervosisce dopo le spiegazioni dei giovani, e li sbatte nella sua auto diretto verso la centrale di polizia di Desperation. L'arrivo al paese disabitato è sconvolgente, gente morta sulle strade, macchine vuote ferme ai semafori, sangue sui muri, e orde di corvi e coyote in ogni angolo del paese. Una volta dentro la centrale, lo sceriffo conversa brevemente con la coppia, dopodiché spara vari colpi di pistola a Peter, il quale si accascia esanime sulle scale, ove è presente anche il cadavere di una bambina, Kristen "Pie" Carver. Mary viene portata con forza dentro una stanza piena di celle, qui conoscerà altri sfortunati, Ralph Carver, sua moglie Ellie, loro figlio David e l'ex-alcolizzato Tom Billingsley.
La storia procede parallelamente per Steve Ames, che durante un viaggio in camion al seguito dello scrittore John Marinville carica l'autostoppista Cynthia Smith. Alla volta di una conferenza, Marinville prende la statale con la sua Harley Davidson, e qui si ferma dopo vari chilometri per fare dei bisogni; in tale istante passa Entragian, che dopo uno scambio di apprezzamenti e battute con lo scrittore, inizia a picchiarlo per poi metterlo in auto. Mentre lo sceriffo nasconde la moto dello scrittore sotto le sterpaglie, Marinville chiama il suo aiutante Steve e lo avvisa dell'accaduto, ma a causa di problemi di copertura, l'uomo capisce solo che John è in pericolo. Durante la ricerca dello scrittore, Cynthia scende dal camion per ricercare la moto, ed intravede un camper abbandonato, che si scoprirà poi essere quello della famiglia Carver; dopo alcune ricerche Steve trova anche la moto dello scrittore, ed imbocca la strada per Desperation. All'arrivo di Marinville nel carcere, iniziano le discussioni sul passato di Entragian, e Tom Billingsley spiega che egli è diventato così dopo che è stata riaperta la miniera; inoltre i malcapitati notano il continuo deteriorarsi del corpo dello sceriffo. Il figlio dei Carver, David, spiega di come riesce a comunicare con Dio, dopo che un suo amico di infanzia ebbe un incidente. Lo sceriffo fa ritorno alla centrale, e prende Ellie Carver per portarla alla miniera, mettendo un coyote a fare guardia ai protagonisti. Approfittando dell'assenza, David - dopo aver avuto una visione - prende una saponetta spargendola su tutto il corpo per cercare di attraversare le sbarre, non troppo strette per lui; tutti i presenti distraggono il coyote permettendo a David di evadere per cercare aiuto. Steve e Cynthia arrivano in paese, e fanno un giro alla ricerca di qualcuno, ma trovano solo morti per strada e per i negozi in cui entrano. Contemporaneamente, David trova una pistola nella centrale e, facendo ritorno alle celle spara in extremis al cane da guardia. Il giovane Carver, una volta rialzatosi da terra prende le chiavi delle celle liberando tutti; il gruppo è ora volta alla fuga. Le strade di Steve e Cynthia si incrociano con quelle dei protagonisti dentro un supermercato, qui il gruppo si unisce dirigendosi verso il teatro del paese. Al ritorno alla centrale, non appare Entragian bensì Ellie Carver completamente mutilata in volto e visibilmente alterata.
Nel teatro, il gruppo fa conversazione, e David allontanandosi vede nuovamente sua sorella Pie che gli mostra un proiettore, il bambino qui vede tutta la storia del paese, scoprendo anche che la miniera fu chiusa dopo un'esplosione preceduta dal ritrovamento del "Pozzo del Male", ovvero la culla di una presenza demoniaca chiamata "Tak". Mentre Tom racconta di come Entragian sia cambiato dopo la sua entrata in miniera, salta fuori anche una leggenda locale, presto collocata alla pellicola vista da David. In un momento di distrazione, Tom viene ucciso da un puma, e mentre Mary si appresta ad aiutarlo viene rapita da Ellie. Il gruppo si dirige allora alla miniera, per distruggere la "Culla di Tak", qui Mary riesce ad evadere grazie all'apparizione celere di Pie, che le mostra una via di fuga. Mentre Mary si appresta tornare in paese, ingaggia una lotta con Ellie che vuole il suo corpo, ma le sue condizioni precarie permettono a Mary di scappare in macchina e raggiungere il gruppo. In contemporanea, Ellie cambia forma prendendo le sembianze di un corvo; e qui attacca mortalmente Ralph. I protagonisti si convincono allora di uccidere Tak definitivamente, e Marinville si offre volontario entrando nel cuore della miniera e facendosi esplodere dentro il covo di Tak.

## Produzione
La lavorazione è cominciata il 17 novembre 2004 in Arizona (USA), nella periferia della città di Bisbee e nel deserto di Tucson e si è conclusa a dicembre dello stesso anno. Il film è stato prodotto con una spesa preventiva di 12 milioni di dollari.